# Innenstadt (Jonava)

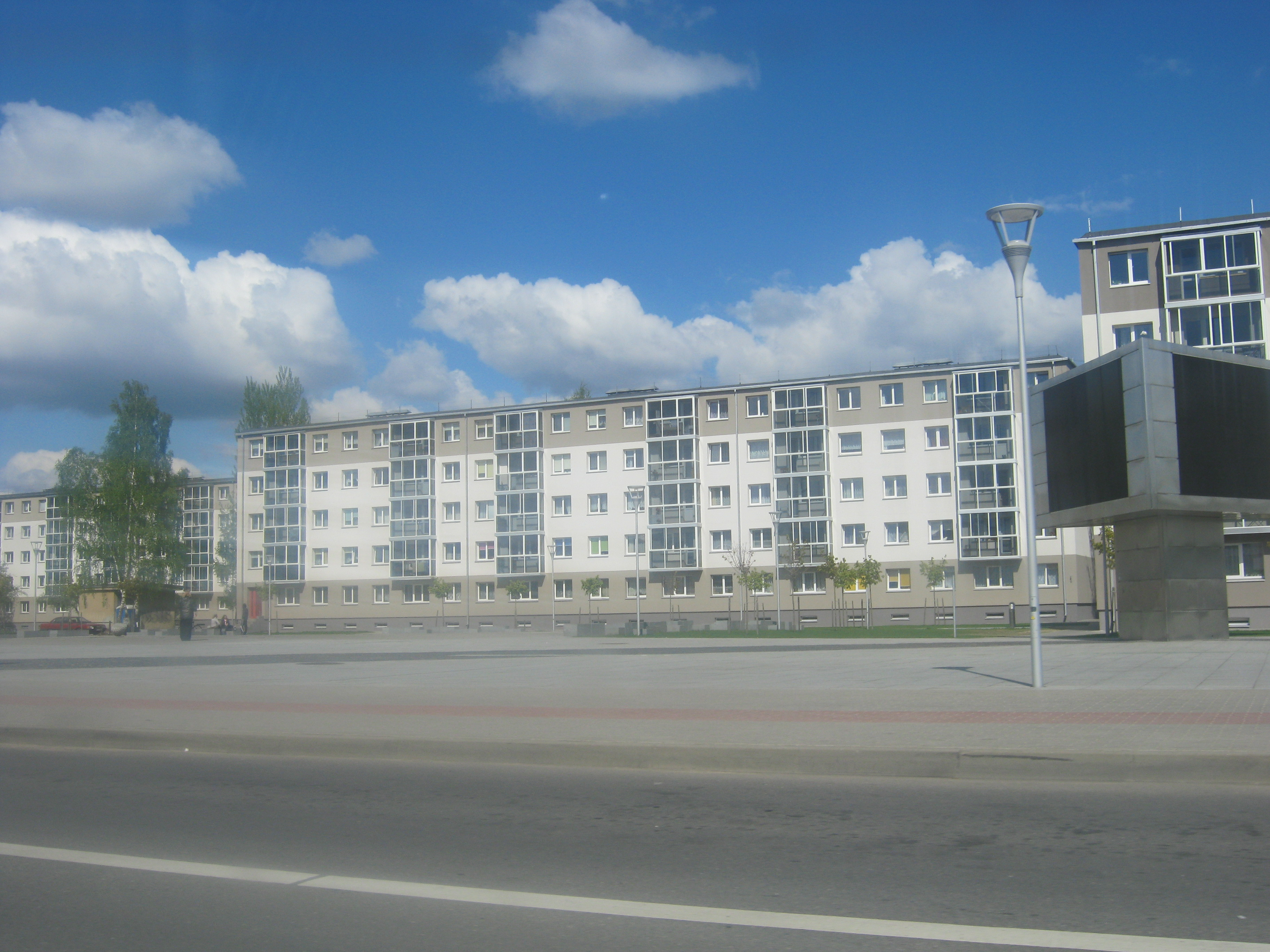
Renovierte Wohnhäuser am Sąjūdis-Platz

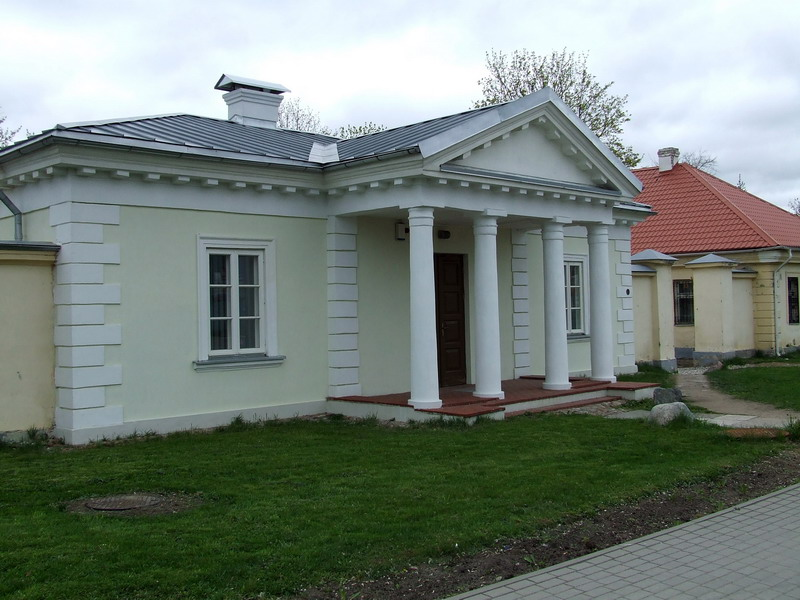
Landesmuseum Jonava

Die Jonavaer Innenstadt grenzt an die historische Altstadt und ist geprägt durch die zur Sowjetzeit entstandenen Gebäude und die Bauten im urbanistischen Stil Sowjetlitauens. 

## Geschichte
Da Jonava den Zweiten Weltkrieg nicht unbeschädigt überstand, bietet sich Besuchern kein historisches Stadtbild. Nur einige Gebäude zeugen von der Geschichte. Das sind Landesmuseum Jonava (ehemalige Pferdetransport-Poststation Jonava) und die Kunstschule Jonava. Die Innenstadt bekam während des Sozialismus an Bedeutung und erweiterte sich.

## Verkehr
Am Markt Jonava (Turgausstraße) befindet sich der Busbahnhof Jonava mit Anschluss an das Netz der regionalen Buslinien (von Busunternehmen wie Kautra).
Die Jonavaer Innenstadt ist an alle Verkehrslinien des Busunternehmens UAB „Jonavos autobusai“ angeschlossen.